# Cantabria (Schiff, 2010)
Die Cantabria, vormals als Buque de Aprovisionamiento en Combate (BAC, dt.: Kampfversorgungsschiff) bezeichnet, ist ein Versorgungsschiff der spanischen Marine. Das zweitgrößte Schiff der Armada nach der Juan Carlos I. wurde nach der Autonomen Region beziehungsweise Provinz Kantabrien benannt. Sie ist das Typschiff einer aus vier Einheiten bestehenden Klasse der spanischen und australischen Marine, letztere bezeichnet sie als Supply-Klasse.

## Geschichte
Die zweite Runde von Seeerprobungen der Cantabria fand Ende 2009 vor Cádiz statt. Anderthalb Jahre später als geplant wurde das Schiff Mitte 2010 in Dienst gestellt. Ein technischer Grund soll die Ursache der Verzögerung gewesen sein, darüber hinaus wurde ein derart großes Schiff zuletzt in den 1930er Jahren auf der Bauwerft vom Stapel gelassen.
Bei der Übergabe vom Hersteller an den Auftraggeber waren Vertreter Kanadas und Norwegens anwesend, beide Staaten hatten gemäß Aussagen des Herstellers seinerzeit Interesse am Entwurf gezeigt, wobei Kanada später die Berlin-Klasse auswählte.
Im Jahre 2013 unterstützte die Cantabria für acht Monate die Royal Australian Navy (RAN), deren Success eine längere Liegezeit in einer Werft verbringen musste. Sie traf im Februar 2013 in Melbourne ein. Die RAN machte sich dabei mit einigen der Systeme vertraut, die auch zwei ihrer neuen, auf spanischen Entwürfen basierenden, Schiffsklassen eingebaut werden (Canberra- und Hobart-Klasse).
Im März 2016 wurde schließlich bekannt, dass Navantia mit dem Bau zweier Schiffe, basierend auf der Cantabria, für die RAN beauftragt werden soll. Sie ersetzen Success und Sirius.

## Technik
Das Schiff wurde nach zivilen Schiffbaustandards gebaut. Hierzu gehören ein Doppelrumpf zum Schutz der Treibstofftanks. Die Cantabria kann parallel drei weitere Schiffe in See versorgen, sie kann Lazarettaufgaben und auch Überwachungsaufgaben im Hinblick auf die Meeresverschmutzung wahrnehmen.

## Einheiten der Klasse
Das erste Schiff wurde in Puerto Real gebaut, während die beiden australischen Schiffe und das zweite spanische Schiff in Ferrol entstanden (bzw. entstehen soll).
| Kennung | Name          | Kiellegung        | Stapellauf        | Indienststellung  |
| ------- | ------------- | ----------------- | ----------------- | ----------------- |
| A-15    | Cantabria     | Juli 2005         | 21. Juli 2008     | 29. Juli 2010     |
| A-195   | HMAS Supply   | 17. November 2017 | 23. November 2018 | 8. Januar 2021    |
| A-304   | HMAS Stalwart | 4. April 2018     | 30. August 2019   | 13. November 2021 |
|         |               |                   |                   |                   |